# Doula
Se les llama doulas a las personas, generalmente mujeres, que ayudan a las embarazadas y las acompañan durante el embarazo, el parto, el postparto y los cuidados al recién nacido. Además de procurar bienestar general a la madre y sus necesidades, especialmente las emocionales, también dan soporte a la pareja y a otros miembros de la familia. 
Las doulas también dan soporte emocional cuando acontecen abortos espontáneos, abortos inducidos o la muerte fetal, así como experiencias no reproductivas como la muerte. Hay las doulas "Thana" o 'doulas de final de la vida' que ofrecen servicios similares a quienes padecen enfermedades crónicas en fase terminal.
El objetivo y la función de la doula es ayudar a la mujer a quien acompaña a sentirse segura y cómoda, complementando el papel de los profesionales de la salud que brindan atención médica al paciente. A diferencia de un médico, una partera o una enfermera, una doula no puede administrar medicamentos ni ningún otro tratamiento médico ni dar consejos médicos. Es posible que una persona necesite completar una capacitación para trabajar como doula, aunque los procesos de capacitación y certificación varían en todo el mundo.
Este acompañamiento existe desde tiempos antiguos, pero en muchos países occidentales fue desapareciendo al medicalizar la atención al embarazo y el parto a través de los sistemas sanitarios. Esta tendencia se ha invertido y en la actualidad las doulas asisten dando apoyo emocional a las mujeres embarazadas en muchos países, tanto en el domicilio como en entornos hospitalarios.
El conocimiento de la doula parte de su propia experiencia como mujer, madre, hermana, abuela,... a formaciones no regladas por los sistemas públicos sanitarios y conocimientos ancestrales pasados de generación en generación. 
Las relaciones con los obstetras y enfermeros son variables. En algunos casos se las considera como una ayuda, pero en ocasiones son rechazadas, acusadas de falta de formación o de intrusismo.
La palabra «doula» procede del griego antiguo δούλη (pronunciado dúle, femenino de δούλος) que significaba «esclava» o «sirvienta».
Fue la antropóloga Dana Raphael quien introdujo la palabra en el idioma inglés. Dijo haberla aprendido en Grecia por una mujer y la usó en 1966 en una disertación sobre lactancia materna, pero no se popularizó hasta después de la publicación en 1976 de su libro  «The Tender Gift: Breastfeeding». Dana la usó para referirse a las mujeres, habitualmente vecinas de las nuevas madres, que en Filipinas las ayudan durante la lactancia y los cuidados al recién nacido. Posteriormente su uso se ha universalizado y ahora sirve para referirse a las mujeres que ayudan durante el embarazo, antes y después del parto.
Algunas doulas la rechazan por considerarla negativa y prefieren llamarse "asistentes al parto", "madres acompañantes", "madres expertas", etc.

## Cometido de las doulas
La función esencial de las doulas es proporcionar apoyo a la futura madre durante el parto y el puerperio, sin influir en sus decisiones, con total respeto a las decisiones de la mujer y a la relación que ésta tenga con sus familiares y quienes la asisten. Este apoyo es holístico: físico, psicológico e informativo. Por ejemplo cuidando a la futura madre, dándole masajes, ayudándola si lo necesita en el baño o en sus desplazamientos; emocional: dando ánimos, explicando a la mujer y familiares la situación para ayudar a superar sus temores, escuchando sus preocupaciones; e informativo: ayudar a la madre a encontrar la información necesaria para su toma de decisiones, ya sea en libros, consultando a su matrona, a su obstetra, a su fisioterapeuta, a su pediatra ... Todo ello dirigido a que la mujer que va a dar a luz se sienta cuidada y segura, lo que permite que la epigenética del bebé se vea favorecida en vez de perjudicada.

## Controversia
La figura de la doula ha ido extendiéndose por muchos países, avalada por informes que relacionan el acompañamiento a las mujeres durante la maternidad con menor estrés y mejor adaptación.https://pubmed.ncbi.nlm.nih.gov/2013951/[cita requerida] En algunos países existen equipos de doulas trabajando junto con el personal médico.[cita requerida]
A medida que ha aumentado su número y su actividad, ha crecido también la preocupación sobre sus actividades, principalmente por la difusión que dan a algunos consejos relacionados con el parto natural, con prácticas New Age y también por su oposición a los profesionales sanitarios, como matronas o enfermeras, que algunas consideran innecesarios o perjudiciales para la madre y el recién nacido. Algo también refrendado últimamente por estudios médicos que son parte de la formación en Psico Neuro Endocrino Inmunología Clínica. 

### España
En España, sus actividades han sido objeto de dura crítica por parte del Consejo de Colegios de Enfermería, que en 2015, en reacción a las denuncias que recibían desde hospitales, centros de salud y asociaciones, publicó un informe llamado "Informe Doulas", acusándolas de intrusismo laboral potencialmente peligroso. El informe ponía de manifiesto, con evidencias extraídas de numerosas páginas web, que las doulas que atienden en domicilios ofertaban servicios que excedían su preparación; por ejemplo, coaching, psicoterapia o masajes. También mostraba el aleccionamiento al que se somete al padre o la naturaleza de los consejos, como por ejemplo que las exploraciones vaginales non consentidas equivalen a una violación, o la recomendación de "no quitarse las bragas en la consulta".
El informe fue enviado a la Dirección General de Salud Pública del Ministerio de Sanidad, Servicios Sociales e Igualdad y al fiscal general del Estado. El Ministerio de Sanidad, Servicios Sociales e Igualdad decidió eliminar el término "doulas" de la Estrategia de Atención al Parto Normal del Sistema Nacional de Salud (SNS).

Asociaciones de doulas y programas de formación
Varias organizaciones de doulas españolas son miembros de la Red Europea de Doulas (EDN), que las une a más de 50 organizaciones de doulas de toda la región y es socio de la Iniciativa Internacional sobre el Parto. Todos los miembros de la EDN comparten el mismo código ético, que establece claramente el alcance de la práctica de las doulas para los profesionales médicos y los clientes, y que ha sido traducido a 18 idiomas. La Conferencia Anual de Doulas de EDN se ha celebrado en España, en Barcelona (2016) y Madrid (2023).